# 83 (collectif)
83 est un collectif de hip-hop canadien formé en 2001 à Lévis, sur la Rive-Sud de la ville de Québec, au Québec. Il est composé de Pagail (feu Jonathan Lemoine), des groupes La Constellation (Francis Belleau et Jérôme Allard) et Taktika (Frédéric Auger alias T-Mo, et Simon Valiquette alias B.I.C), ainsi que de Canox (Olivier Dallaire).
83 est le groupe ayant vendu le plus d'albums de hip-hop au Québec derrière Loco Locass et Dubmatique. Le 83 peut notamment se vanter d'avoir fait avancer la cause du hip-hop au Québec. En 2009, Frédéric « T-Mo » Auger affirme que le collectif vend 1 000 exemplaires par année.

## Biographie
83 est à l'origine le titre d'une chanson publiée en 1996, qui donne ensuite naissance au groupe homonyme. Cette chanson, qui réunit tous les MCs initiaux du groupe, a un impact énorme dans le hip-hop underground québécois et c'est grâce à ce succès que le groupe se forme. Le nom du groupe fait référence aux deux premiers chiffres des numéros de téléphone, après l'indicatif régional, pour la rive-sud de Québec. (exemple : (418) 83.-....). Le 83 vise à unir, sans aucune ségrégation quant à la couleur, au sexe ou la religion, tout le peuple de la rive-sud de Québec. Aussi ont-ils dit : « si l'unité fait la force, la Rive-Sud est invincible. »
Le collectif 83 se forme en 2001 à Québec, au Québec à l'initiative de Frédéric Auger et de Simon Valiquette du groupe Taktika : « Dans nos spectacles, les classiques du 83 nous sont toujours beaucoup demandés et on vend autant de gilets du 83 que de gilets de Taktika », explique Frédéric. L'année suivante, en 2002, le rappeur 2Faces prend la parole au micro de Guy A. Lepage à l'ADISQ pour sensibiliser l'industrie à l'importance du hip-hop québécois. À la suite du discours de 2 Faces, un jury est créé pour l'élection de l'album hip-hop de l'année à l'ADISQ.
Le groupe semble prendre fin en 2004 avec la parution d'un disque intitulé « Dernier chapitre », mais revient en 2009 avec un double-album Hip hop 102 : Greatest Hits remasterisé qui inclut six nouvelles compositions et les plus grands succès. Ils sont aussi annoncés sur la scène du Centre Paul-Bouillé de Charny, un lieu que les cinq comparses connaissent. En 2009, un article compare le collectif à un gang de rue, ce que les membres n'acceptent guère, expliquant que « l'on associe trop souvent le hip-hop à la criminalité. ».
Le 24 août 2020 le collectif 83 annonce son grand retour dans le paysage du hip-hop au Québec avec le dévoilement d'un nouvel album prévu pour le 16 octobre 2020

## Discographie
- 2001 : Hip-hop 101
- 2002 : La suite logique
- 2004 : Dernier chapitre
- 2009 : Hip-hop 102 - Greatest Hits
- 2020 : Récidivistes

2020 multirécidiviste (1000 copies)